# Fialka Olga
Fialka Olga (Theresienstadt, 1848. április 19. – Nagybánya, 1930) cseh-osztrák származású magyar festőművész.

## Élete
Családja támogatásával festőnek készült. Első művészi élményeit Jan Matejko krakkói műtermében szerezte, majd August Eisenmenger tanítványa volt a bécsi akadémián.
Édesanyja révén rokona Ferenczy Károlynak, akivel 1884-ben zajlott le második, egyben sorsdöntő találkozása, hozzáment feleségül.
Ebben az időben Fialka Olga már kiállító művész volt, arcképeket festett, könyveket illusztrált. Míg kevés számú, ismert festményének stílusát a bécsi biedermeier késői változata alakította de annak mesterkélt érzelmi töltése nélkül, addig míves illusztrációira a késő romantika hatott. Gyermekei (Ferenczy Valér, Béni és Noémi) születése után fokozatosan felhagyott a művészi tevékenységgel. Művészi képzettségének, rendkívüli műveltségének a Ferenczy család szellemi hátterének megteremtésében fontos szerep jutott.
Korábban mesekönyveket illusztrált. 1888-ban portrékkal szerepelt a Műcsarnok kiállításán. Ferenczy Károllyal kötött házassága után felhagyott a festészettel.

## Művei

### A Fialka család

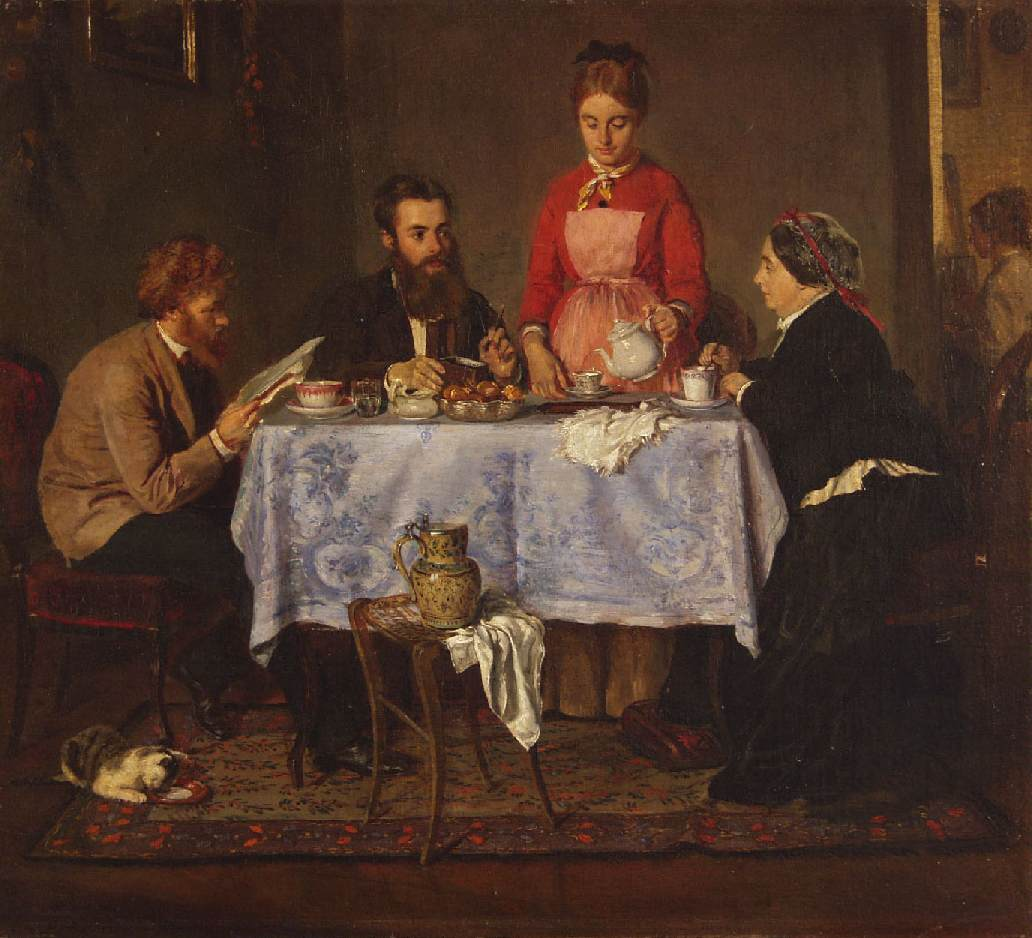
Fialka Olga: A Fialka család (1874). Ferenczy Múzeum, Szentendre

Az egyszerű, polgári enteriőrben kávézás közben ábrázolja a művésznő a családját. Az asztalfőn Caroline, az édesanya ül, mellette Milada von Fialka áll, a társaság két férfi tagja Jaroslaw (Járó) és Zdenko, Olga két bátyja. Egy másik helyiségben háttérbe húzódva maga, Olga fest. A szokásos enteriőr zsáner és a csoport portré típusának ötvözéséből született a kép. A korabeli zsánertől elválasztja a festményt, hogy a szereplőket egymással nem egy csattanóra épülő történés köti össze, hanem egy hétköznapi társalgás, és ugyancsak ez a mozzanat különbözteti meg az additív csoport portrék merev beállításától is. Mintha egy mindennapi jelenetet kapott volna lencsevégre a művésznő. Azonban a figurák beállításai, a fények és sötétebb világosabb színek elosztásai a kompozíciónak erős, belső ritmust kölcsönöznek, és ezzel az akadémikus elvekhez közelítik azt.